# Сепарабельність
Сепарабельність (рос. сепарабельность, англ. capacity for separation, separability; нім. Separationsmöglichkeit f) — у збагаченні корисних копалин — технологічна оцінка виділення цінних компонентів з руд і вугілля по заданому оптимальному параметру розділення шляхом здійснення відповідного технологічного процесу. По суті, сепарабельність — здатність, відомим чином підготовленої корисної копалини до розділення на певного виду сепараторах, з одержанням заданого значення вмісту цінного мінералу в збагаченому або збідненому продуктах.
Сепарабельність є складовим поняттям збагачуваності корисної копалини. Збагачуваність включає мінімум два поняття: підготовленість і сепарабельність.
Підготовленість повністю визначається функцією розподілу підготовленої корисної копалини за фракційним складом F(α) (серед фахівців у галузі збагачення корисних копалин ці функції одержали назви «криві збагачуваності»). Для вкраплених рудних мінералів, які мають постійний хімічний склад рудного мінералу, ця крива може бути змінена залежно від ступеня подрібнення й тоді його сепарабельність змінюється. Для корисних копалин, які не мають постійного хімічного складу корисного компонента, подрібнення не приносить істотної зміни функції фракційного складу, крива F(α) не може бути змінена, тому є єдиною й може бути названа кривою збагачуваності.
Таким чином, сепарабельність залежить від підготовленості й сепараційної характеристики сепаратора та технологічної схеми розділення, за допомогою яких передбачається вести процес збагачення.